# 2013年3月南投地震
2013年3月南投地震（亦稱為327南投地震）發生於2013年3月27日台灣時間上午10時3分19.6秒（GPT 8:00），震央位於台灣南投縣政府東方36.9公里處（南投縣仁愛鄉境內），深度19.4公里，芮氏規模6.2的逆斷層型地震。最大震度為南投縣日月潭6級，其次為南投縣南投市、臺中市霧峰區、彰化縣員林的5級。至2013年3月27日13時止，已發生五起有感餘震，其中最大一起為3月27日11時30分1.9秒的規模4.5，是南投地區繼921大地震後規模排名第三的地震。在香港及中國大陸的福建及浙江也可以感覺到這次的地震。

## 發生原因
依照中央氣象局地震測報中心解釋，2013年南投地震是距離車籠埔斷層以東大約40公里未曾發現的盲斷層所致。
所謂盲斷層，指由經濟部中央地質調查所公布的地質圖、活動斷層圖中，尚未標註的斷層。這些斷層並未破裂到地表，故無法目視，必須以特殊儀器檢測或經由地震後發現。

## 災情
依照內政部消防署統計，截至3月28日12時止，總計造成1死97人傷，其中兩人重傷（南投縣21人、臺中市69人、彰化縣7人）另地震也造成兩起火災（南投縣1件、臺中市1件）、5件電梯受困（南投縣2件、臺中市2件、彰化縣1件）、道路中斷4件、1件變電所線路跳脫。其中在南投縣集集鎮吳厝里的一位72歲婦人在聖元宮旁的菜園採收玉米時，不幸遭倒塌的寺廟圍牆（約兩公尺高）壓死，至中午時才被家人發現。
教育部截至3月28日下午3時統計，全國共有174校在地震中受損，初估損失達新台幣2250萬元，其中最嚴重的包括明道高中、水商工、三育高中、朝陽科技大學、台中高工，各校損失狀況包括磁磚脫落、圍牆傾斜、輕鋼架倒塌、水管破裂及設備損壞等。中興大學也因這場地震當中，造成圖書館藏書架倒塌，架上書本散落一地、農業環境科技大樓外牆瓷磚剝落、實驗教室的水管破裂噴水，校方為學生安全而決定當天停課，成為全台灣在這場地震之中，唯一宣布停課的學校。

## 餘震
| 時間                  | 編號    | 位置                                        | 規模 | 深度     |
| --------------------- | ------- | ------------------------------------------- | ---- | -------- |
| 2013年3月27日10時11分 | 小區域  | 南投縣政府東方 34.1 公里 (位於南投縣仁愛鄉) | 3.9  | 16.6公里 |
| 2013年3月27日10時12分 | 小區域  | 南投縣政府東方 34.8 公里 (位於南投縣仁愛鄉) | 3.7  | 15.0公里 |
| 2013年3月27日10時17分 | 小區域  | 南投縣政府東方 34.7 公里 (位於南投縣仁愛鄉) | 3.8  | 17.1公里 |
| 2013年3月27日11時30分 | 第042號 | 南投縣政府東方 31.4 公里 (位於南投縣仁愛鄉) | 4.5  | 14.0公里 |
| 2013年3月27日12時14分 | 小區域  | 南投縣政府東方 33.9 公里 (位於南投縣仁愛鄉) | 3.7  | 15.1公里 |
| 2013年3月28日02時46分 | 第043號 | 南投縣政府東方 30.8 公里 (位於南投縣仁愛鄉) | 4.0  | 13.1公里 |
| 2013年3月28日09時52分 | 小區域  | 南投縣政府東方 30.5 公里 (位於南投縣仁愛鄉) | 3.5  | 14.3公里 |
| 2013年3月29日05時37分 | 小區域  | 南投縣政府東方 32.1 公里 (位於南投縣仁愛鄉) | 3.6  | 14.3公里 |
| 2013年4月1日14時18分  | 第044號 | 南投縣政府東方 35.8 公里 (位於南投縣仁愛鄉) | 4.4  | 17.4公里 |
| 2013年4月7日21時01分  | 小區域  | 南投縣政府東方 38.1 公里 (位於南投縣仁愛鄉) | 3.5  | 18.7公里 |